# L'Attente des femmes
Pour plus de détails, voir Fiche technique et Distribution.
L'Attente des femmes (Kvinnors väntan) est un film suédois réalisé par Ingmar Bergman, sorti en 1952. 
Ce film fut présenté dans la sélection officielle du Festival de Venise en 1953.

## Synopsis
Dans une villa de l'archipel de Stockholm, quatre femmes attendent leurs quatre maris, les frères Lobelius, qui doivent les rejoindre pour les vacances d'été. Ces messieurs tardent et leurs femmes en viennent aux confidences. Elles évoquent leurs amours et leur vie de couple. Par une construction en flash-back, les histoires de chacune d'elles s'enchaînent jusqu'à l'arrivée des hommes.
Annette raconte l'échec de son mariage.  
Rakel décrit la réaction de panique de son mari quand elle lui apprit qu'elle venait de le tromper dans cette même maison avec son amoureux d'adolescence. 
Martha, elle, avait quitté Martin, le peintre de la famille, sans le prévenir qu'elle était enceinte, et refusait jusqu'à présent de le revoir. 
Karin, dont le mariage n'est plus qu'une convention de façade, raconte comment au retour d'une soirée familiale elle s'était trouvée bloquée dans l'ascenseur avec son mari. Ce long tête-à-tête les mena à parler enfin d'eux-mêmes. Avec humour, puis avec émotion. Au point de s'allonger ensemble au fond de la cabine. Au matin, l'enthousiasme de Frederik l'incita à suggérer une semaine de voyage à deux. Mais une fois libérés par le concierge, le téléphone lui rappela un engagement professionnel qu'il avait oublié, et auquel il s'empressa de se rendre. En sifflant sous la douche. 
Alors que les hommes arrivent enfin, Maj, jeune sœur de Martha, raillant les compromissions de ses aînées, décide de s'enfuir avec son cousin Kaj qui, se rêvant artiste, refuse d'entrer dans l'entreprise familiale. 

## Fiche technique
- Titre : L'Attente des femmes
- Titre original : Kvinnors väntan
- Réalisation : Ingmar Bergman
- Scénario : Ingmar Bergman et Gun Grut
- Production : Allan Ekelund
- Musique : Erik Nordgren
- Photographie : Gunnar Fischer
- Montage : Oscar Rosander
- Décors : Nils Svenwall
- Costumes : Barbro Sörman
- Format : Noir et blanc - 1,37:1 - Mono - 35 mm
- Genre : Comédie dramatique
- Durée : 107 minutes
- Date de sortie : 3 novembre 1952

## Distribution
- Anita Björk : Rakel
- Eva Dahlbeck : Karin
- Maj-Britt Nilsson : Marta
- Birger Malmsten : Martin Lobelius
- Gunnar Björnstrand : Fredrik Lobelius
- Karl-Arne Holmsten : Eugen Lobelius
- Jarl Kulle : Kaj

## À noter
- Ingmar Bergman, à propos de son film : « J’étais alors marié à Gun [Grut, sa troisième épouse, NdA] et c’est elle qui m’avait donné l’idée du film. Son précédent mariage l’avait introduite dans un clan qui possédait une grande maison d’été dans le Jutland. Gun m’avait raconté qu’un jour les femmes du clan étaient restées seules après le dîner et qu’elles avaient commencé à causer, parlant très ouvertement de leurs mariages et de leurs amours. Il m’a semblé que c’était une bonne idée de film : trois intrigues à l’intérieur d’un même cadre.» (Ingmar Bergman, in Images)